# Anders Peter Trybom
Anders Peter Trybom (i riksdagen kallad Trybom i Skara), född den 21 mars 1827 i Vallerstads församling, Östergötlands län, död den 7 oktober 1911 i Skara stadsförsamling, Skaraborgs län, var en svensk jurist och politiker.
Trybom blev 1847 student vid Uppsala universitet, där han avlade kameralexamen 1848 och examen till rättegångsverken 1851. Han blev extra ordinarie notarie i Svea hovrätt 1852 och vice häradshövding 1854. Trybom var borgmästare i Skara från 1858. Han var  riksdagsman för borgarståndet i Skara och Skänninge vid ståndsriksdagen 1865–1866 och var senare även ledamot av andra kammaren, invald i Mariestads, Skara och Skövde valkrets 1882–1887. Trybom blev riddare av Vasaorden 1874 och av Nordstjärneorden 1894.